# Imías
Imías är en ort i Kuba.   Den ligger i provinsen Provincia de Guantánamo, i den östra delen av landet, 900 km öster om huvudstaden Havanna. Imías ligger 23 meter över havet och antalet invånare är 20 959.
Terrängen runt Imías är varierad. Havet är nära Imías söderut. Runt Imías är det ganska glesbefolkat, med 29 invånare per kvadratkilometer. Närmaste större samhälle är San Antonio del Sur, 18,8 km väster om Imías. Omgivningarna runt Imías är en mosaik av jordbruksmark och naturlig växtlighet.